# 7511-es mellékút (Magyarország)
A 7511-es számú mellékút egy közel 17 kilométer hosszú, négy számjegyű mellékút Zala vármegye keleti részén. Zalakomárt kapcsolja össze Nagykanizsával, feltárva az útjába eső kisebb településeket is.

## Nyomvonala
A 6831-es útból ágazik ki, annak 2+600-as kilométerszelvénye közelében, Zalakomár Kiskomárom településrészének központjában. Dél-délnyugat felé indul, kezdeti szakaszán majdnem párhuzamosan halad a 6831-es úttal, amellyel itt a település művelődési házát fogják közre. Alig 200 métert halad ebben az irányban: ott beletorkollik kelet felől a 7502-es számozást viselő útszakasz, amely kevesebb, mint 80 méteres hosszával az ország legrövidebb négy számjegyű útjainak egyike. Innentől az út nyugat felé folytatódik, Árpád utca néven. Nagyjából 400 méter megtétele után kilép a település házai közül, 500 méter táján pedig keresztezi a Galamboki-vízfolyást.
1,1 kilométer megtétele után egy elágazáshoz ér: nyugat-északnyugat felé a 7521-es út ágazik ki, a 7511-es pedig délnyugat felé folytatódik. 2,6 kilométer után eléri Zalakaros határát, egy darabig a határvonalat kíséri, majd 3,3 kilométer után eléri Zalakomár, Zalakaros és Galambok hármashatárát; a folytatásban így már Zalakaros és Galambok határvonalát követi. Zalakarost ennél jobban nem érinti, 4,1 kilométer után teljesen galamboki területre ér. 4,5 kilométer után lép be a település házai közé, ahol a József Attila utca nevet viseli.
Ötödik kilométere előtt kevéssel, a település központjában beletorkollik kelet felől, Marcali irányából, 32 kilométer megtétele után a 6805-ös út, ami után a 7511-es annak korábbi útirányát veszi fel és nyugatnak indul, Szabadság utca néven. Pár lépéssel arrébb kiágazik belőle észak felé a 7522-es út, újabb 200 méter után pedig délnek fordul, ezen a szakaszon Somogyi Béla út lesz a neve. Az 5+750-es kilométerszelvénye táján még egy elágazáshoz ér, ott dél felé a 6832-es út ágazik ki belőle, a 7511-es pedig délnyugati irányban folytatódik. Így lép ki Galambok házai közül, kevéssel ezután az elágazás után.
A nyolcadik kilométere táján egészen megközelíti a 7-es főutat, de ott nincs kapcsolat a két út között; röviddel ezután a 7511-es nyugatabbnak fordul, ezzel ismét eltávolodik a 7-estől. 8,3 kilométer után átlép Zalasárszeg területére, majd ott, 9,2 kilométer után kiágazik belőle észak felé a 75 127-es út, ez Csapi, illetve a zsákfalunak tekinthető Zalaújlak településekre vezet. 9,6 kilométer után újabb elágazáshoz ér, ezúttal dél felé ágazik ki belőle a mindössze 700 méter hosszú 7523-as út, Zalasárszeg központja és a 7-es főút felé. Itt az út már Zalasárszeg és Kisrécse határán húzódik, majd 9,8 kilométer után kiágazik belőle egy alsóbbrendű út Kisrécse Sándormajor nevű településrészére, és egyúttal teljesen kisrécsei területre ér.
A 11+150-es kilométerszelvénye környékén éri el Kisrécse lakott területének déli szélét, de ugyanott Nagyrécse határvonalát is. A 11+250-es kilométerszelvényénél kiágazik belőle északnak a 75 159-es út, ez vezet végig Kisrécse központján, újabb negyed kilométer után pedig már át is lép az út egészen nagyrécsei területre. Itt keresztez egy patakot, majd újból kiágazik belőle egy út északi irányban, ez a 75 128-as számozást viseli, és a zsákfalunak tekinthető Nagybakónak központjába vezet, ott ér véget 6,7 kilométer után.
A 12. kilométere előtt éri el az út Nagyrécse házait, de ennek a községnek is csak a szélén halad el, magán a településen a 7524-es út húzódik végig, amely a 7-es főútból ágazik ki és itt ér véget, kevesebb, mint 2 kilométer után. 12,5 kilométer után az út elhagyja a település belterületét, 13,5 kilométer után pedig beér Nagykanizsa területére. 15,6 kilométer megtétele előtt, felüljárón áthalad az M7-es autópálya fölött (a sztráda itt a 207+500-as kilométerszelvénye közelében jár), majd 16,1 kilométer után beér Nagykanizsa iparterületi ingatlanjai közé. A 7-es főútba torkollva ér véget, annak 206+800-as kilométerszelvényénél.
Teljes hossza, az országos közutak térképes nyilvántartását szolgáló kira.gov.hu adatbázisa szerint 16,982 kilométer.

## Települések az út mentén
- Zalakomár
- (Zalakaros)
- Galambok
- Zalasárszeg
- Kisrécse
- Nagyrécse
- Nagykanizsa